# Louis Aguillon
Pour les articles homonymes, voir Aguillon.
Louis Aguillon est un homme politique français né le 14 octobre 1851 à Parthenay (Deux-Sèvres) et décédé le 5 mai 1928 à Parthenay.
Patron tanneur-corroyeur, il est conseiller municipal de Parthenay de 1886 à 1892, adjoint au maire puis maire de Parthenay de 1896 à 1913 et de 1919 à 1928. Il est conseiller d'arrondissement en 1901 et conseiller général de 1919 à 1928. Il est sénateur des Deux-Sèvres de 1903 à 1920, élu sous l'étiquette radicale.

## Distinctions
- Officier de l'Instruction publique
- Chevalier de la Légion d'honneur en 1925

## Sources
- « Louis Aguillon », dans le Dictionnaire des parlementaires français (1889-1940), sous la direction de Jean Jolly, PUF, 1960 [détail de l’édition]
- Ressources relatives à la vie publique :   - base Léonore
  - Sénat